# Marcelo Serrado
Marcelo Serrado (Río de Janeiro, 10 de febrero de 1967) es un actor brasileño.

## Televisión
| Año  | Título                    | Personaje                 |
| ---- | ------------------------- | ------------------------- |
| 1987 | Corpo Santo               | Carlinhos                 |
| 1989 | Pacto de Sangue           | Antônio                   |
| 1990 | Brasileiras e Brasileiros | Boca                      |
| 1990 | Desejo                    | Quidinho                  |
| 1990 | Mico Preto                | Robin                     |
| 1991 | O Dono do Mundo           | Umberto                   |
| 1992 | Anos Rebeldes             | Edgar Ribeiro             |
| 1993 | O Mapa da Mina            | Sílvio Azevedo            |
| 1994 | Cuatro por Cuatro         | Dr. Danilo                |
| 1996 | Quem É Você?              | Iuri                      |
| 1997 | Por Amor                  | César Andrade             |
| 1998 | Labirinto                 | Junior                    |
| 1998 | Pecado Capital            | Vinícius Lisboa           |
| 1999 | Fuerza del deseo          | Mariano Xavier            |
| 2000 | Esplendor                 | Piloto                    |
| 2001 | Puerto de los milagros    | Rodolfo Augusto           |
| 2002 | Sabor da Paixão           | Nelson Carvalho           |
| 2004 | Sítio do Picapau Amarelo  | Polidoro                  |
| 2005 | Mad Maria                 | Jim                       |
| 2005 | Mandrake                  | Raul                      |
| 2005 | Prueba de amor            | Daniel Avelar             |
| 2006 | Vidas opuestas            | Delegado Dênis Nogueira   |
| 2007 | Mandrake                  | Raul                      |
| 2009 | Poder paralelo            | Bruno Vilar               |
| 2011 | Fina estampa              | Crodoaldo "Crô" Valerio   |
| 2012 | Gabriela                  | Tonico Bastos             |
| 2012 | Mandrake                  | Raul                      |
| 2014 | Por Isso Eu Sou Vingativa | Otávio Fonder             |
| 2014 | O Caçador                 | Douglas                   |
| 2014 | Tapas & Beijos            | Boca Doce                 |
| 2015 | Amor Veríssimo            | Gilmar/Don Juan           |
| 2015 | Tomara que Caia           | él mismo                  |
| 2016 | Velho Chico               | Carlos Eduardo            |
| 2025 | Belleza fatal             | Rog Ferreira "Dr. Peitão" |

## Cine
- 2016 Se a Vida Começasse Agora.... Roberto Medina
- 2003 Noite de São João.... João
- 2002 Seja o que Deus Quiser.... Zé Henrique
- 1999 Benvindos ao Paraíso.... Irmão de Pedro
- 1994 Super Colosso... Rafael Nomais